# Rophites foveolatus
Rophites foveolatus là một loài Hymenoptera trong họ Halictidae. Loài này được Friese mô tả khoa học năm 1900.